# Storstockholm
För andra betydelser, se Stockholm (olika betydelser).

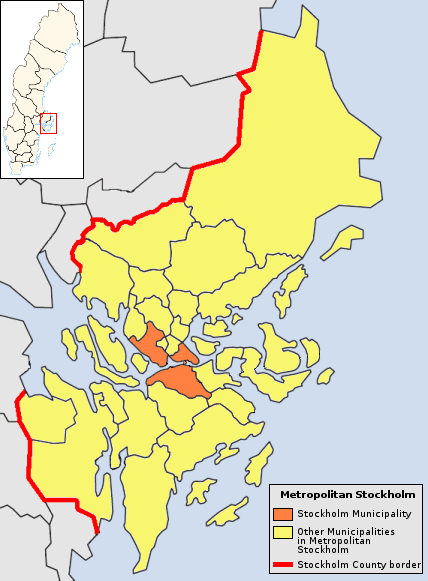
Stockholms kommun är markerad i orange, övriga Storstockholm i gult. Gränsen för Stockholms län är markerad med röd linje.

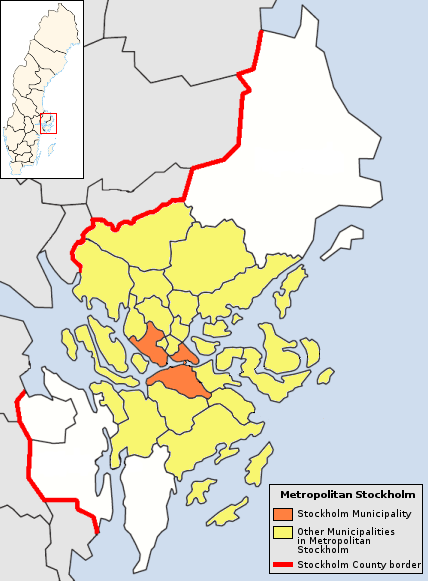
Storstockholm före 2005

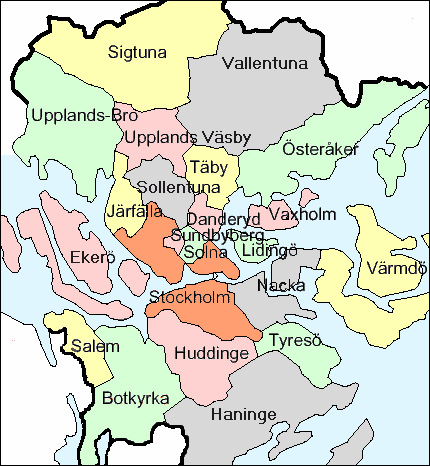
Kommunerna som ingick i Storstockholm innan utvidgningen 2005

Storstockholm eller Stor-Stockholm är en av SCB definierad storstadsregion i Sverige som sedan 1 januari 2005 omfattar alla kommuner i Stockholms län; tidigare var inte Norrtälje kommun, Nykvarns kommun, Nynäshamns kommun och Södertälje kommun delar av Storstockholm. Namnet används till exempel i företagsnamnet AB Storstockholms Lokaltrafik.

## Befolkningsutveckling
| Befolkningsutveckling i Stor-Stockholm (dagens avgränsning, alltså Stockholms län) | Befolkningsutveckling i Stor-Stockholm (dagens avgränsning, alltså Stockholms län) | Befolkningsutveckling i Stor-Stockholm (dagens avgränsning, alltså Stockholms län) | Befolkningsutveckling i Stor-Stockholm (dagens avgränsning, alltså Stockholms län) | Befolkningsutveckling i Stor-Stockholm (dagens avgränsning, alltså Stockholms län) |
| ---------------------------------------------------------------------------------- | ---------------------------------------------------------------------------------- | ---------------------------------------------------------------------------------- | ---------------------------------------------------------------------------------- | ---------------------------------------------------------------------------------- |
|                                                                                    |                                                                                    |                                                                                    |                                                                                    |                                                                                    |
| År                                                                                 |                                                                                    |                                                                                    | Invånare                                                                           |                                                                                    |
| 1968                                                                               | 1968                                                                               |                                                                                    | 1 427 236                                                                          | 1 427 236                                                                          |
| 1970                                                                               | 1970                                                                               |                                                                                    | 1 477 990                                                                          | 1 477 990                                                                          |
| 1980                                                                               | 1980                                                                               |                                                                                    | 1 528 200                                                                          | 1 528 200                                                                          |
| 1990                                                                               | 1990                                                                               |                                                                                    | 1 641 669                                                                          | 1 641 669                                                                          |
| 2000                                                                               | 2000                                                                               |                                                                                    | 1 823 210                                                                          | 1 823 210                                                                          |
| 2010                                                                               | 2010                                                                               |                                                                                    | 2 054 343                                                                          | 2 054 343                                                                          |
| 2024                                                                               | 2024                                                                               |                                                                                    | 2 473 307                                                                          | 2 473 307                                                                          |
| Källa: SCB - Folkmängd efter region och tid. - Data är från 31/12 varje år.        |                                                                                    |                                                                                    |                                                                                    |                                                                                    |

## Kommuner efter folkmängd
| Storleksordning i Sverige | Kommun         | Folkmängd (2024-12-31) | % av Storstockholm |
| ------------------------- | -------------- | ---------------------- | ------------------ |
| 1                         | Stockholm      | 995 574                | 40,25              |
| 14                        | Huddinge       | 114 304                | 4,62               |
| 15                        | Nacka          | 112 112                | 4,53               |
| 19                        | Södertälje     | 102 911                | 4,16               |
| 21                        | Haninge        | 100 895                | 4,08               |
| 24                        | Botkyrka       | 95 905                 | 3,88               |
| 26                        | Järfälla       | 88 950                 |                    |
| 28                        | Solna          | 85 789                 |                    |
| 30                        | Sollentuna     | 77 624                 |                    |
| 31                        | Täby           | 77 744                 |                    |
| 37                        | Norrtälje      | 66 585                 |                    |
| 46                        | Sundbyberg     | 56 274                 |                    |
| 48                        | Sigtuna        | 52 767                 |                    |
| 50                        | Upplands Väsby | 50 323                 |                    |
| 52                        | Tyresö         | 49 179                 |                    |
| 53                        | Österåker      | 49 787                 |                    |
| 54                        | Lidingö        | 48 377                 |                    |
| 59                        | Värmdö         | 46 635                 |                    |
| 75                        | Vallentuna     | 35 119                 |                    |
| 80                        | Danderyd       | 32 425                 |                    |
| 83                        | Upplands-Bro   | 32 868                 |                    |
| 88                        | Nynäshamn      | 30 579                 |                    |
| 91                        | Ekerö          | 28 910                 |                    |
| 137                       | Salem          | 17 507                 |                    |
| 190                       | Nykvarn        | 12 342                 |                    |
| 192                       | Vaxholm        | 11 822                 |                    |

| Stor-Stockholm | 2 473 307 invånare. |

## Tätorter
Tätorterna i Stockholms län är i större utsträckning än i övriga Sverige kommungränsöverskridande. 
De tjugo största statistiska tätorterna enligt 2015 års avgränsning:
| Nr | Tätort                        | Befolkning (31 dec 2015) |
| -- | ----------------------------- | ------------------------ |
| 1  | Stockholm                     | 1 515 017                |
| 2  | Sollentuna och Upplands Väsby | 139 606                  |
| 3  | Södertälje                    | 70 777                   |
| 4  | Lidingö                       | 42 466                   |
| 5  | Tumba                         | 40 832                   |
| 6  | Åkersberga                    | 32 659                   |
| 7  | Vallentuna                    | 31 937                   |
| 8  | Märsta                        | 27 034                   |
| 9  | Gustavsberg och Hemmesta      | 20 774                   |
| 10 | Norrtälje                     | 19 365                   |
| 11 | Västerhaninge                 | 17 071                   |
| 12 | Nynäshamn                     | 14 532                   |
| 13 | Ekerö                         | 11 505                   |
| 14 | Jordbro                       | 10 757                   |
| 15 | Kungsängen                    | 10 151                   |
| 16 | Saltsjöbaden                  | 9 477                    |
| 17 | Sigtuna                       | 9 074                    |
| 18 | Bro                           | 8 266                    |
| 19 | Fisksätra                     | 8 117                    |
| 20 | Nykvarn                       | 7 327                    |